# Effectif des équipes à la Copa América Centenario
Cet article énonce les listes des joueurs de chaque équipe participant à la Copa América Centenario aux États-Unis (3 juin-26 juin).
Chaque nation doit avoir une liste de 23 joueurs, dont trois doivent être des gardiens. Chaque liste doit être définitive avant le 20 mai 2016.
Les âges et le nombre de sélections des footballeurs sont ceux au début de la compétition.

## Groupe A

### États-Unis
Entraîneur :  Jürgen Klinsmann
Le 21 mai le sélectionneur annonce sa liste finale de 23 joueurs. Le 27 mai, Timothy Chandler déclare forfait sur blessure, et est remplacé par Edgar Castillo.
| Numéro / Nom       | Numéro / Nom      | Équipe                   | Sél. (but)      | Date de naissance | J.              |                 |                 |                 |                 |
| Gardiens de but    | Gardiens de but   | Gardiens de but          | Gardiens de but | Gardiens de but   | Gardiens de but | Gardiens de but | Gardiens de but | Gardiens de but | Gardiens de but |
| ------------------ | ----------------- | ------------------------ | --------------- | ----------------- | --------------- | --------------- | --------------- | --------------- | --------------- |
| 1                  | Brad Guzan        | Aston Villa              | 42 (0)          | 9 septembre 1984  | 5               | 0               | 1               | 0               | 0               |
| 12                 | Tim Howard        | Everton                  | 107 (0)         | 6 mars 1979       | 1               | 0               | 0               | 0               | 0               |
| 22                 | Ethan Horvath     | Molde FK                 | 0 (0)           | 9 juin 1995       | 0               | 0               | 0               | 0               | 0               |
| Défenseurs         |                   |                          |                 |                   |                 |                 |                 |                 |                 |
| 2                  | DeAndre Yedlin    | Sunderland               | 31 (0)          | 9 juillet 1993    | 5               | 0               | 0               | 1               | 0               |
| 3                  | Steven Birnbaum   | DC United                | 4 (1)           | 23 janvier 1991   | 2               | 0               | 0               | 0               | 0               |
| 5                  | Matt Besler       | Sporting Kansas City     | 31 (0)          | 11 février 1987   | 2               | 0               | 1               | 0               | 0               |
| 6                  | John Brooks       | Hertha Berlin            | 18 (2)          | 28 janvier 1993   | 5               | 0               | 1               | 0               | 0               |
| 14                 | Michael Orozco    | Club Tijuana             | 22 (4)          | 7 février 1986    | 2               | 0               | 1               | 0               | 1               |
| 20                 | Geoff Cameron     | Stoke City               | 39 (4)          | 11 juillet 1985   | 6               | 0               | 0               | 0               | 0               |
| 21                 | Edgar Castillo    | CF Monterrey             | 18 (0)          | 8 octobre 1986    | 0               | 0               | 0               | 0               | 0               |
| 23                 | Fabian Johnson    | Borussia Mönchengladbach | 42 (2)          | 11 décembre 1987  | 5               | 0               | 1               | 0               | 0               |
| Milieux de terrain |                   |                          |                 |                   |                 |                 |                 |                 |                 |
| 4                  | Michael Bradley   | Toronto FC               | 113 (15)        | 31 juillet 1987   | 6               | 0               | 1               | 0               | 0               |
| 10                 | Darlington Nagbe  | Portland Timbers         | 5 (0)           | 19 juillet 1990   | 3               | 0               | 0               | 0               | 0               |
| 11                 | Alejandro Bedoya  | FC Nantes                | 45 (2)          | 29 avril 1987     | 5               | 0               | 2               | 0               | 0               |
| 13                 | Jermaine Jones    | Colorado Rapids          | 58 (3)          | 3 novembre 1981   | 5               | 1               | 2               | 0               | 1               |
| 15                 | Kyle Beckerman    | Real Salt Lake           | 52 (1)          | 23 avril 1982     | 4               | 0               | 0               | 0               | 0               |
| 16                 | Perry Kitchen     | Heart of Midlothian      | 3 (0)           | 29 février 1992   | 0               | 0               | 0               | 0               | 0               |
| 17                 | Christian Pulisic | Borussia Dortmund        | 1 (0)           | 18 septembre 1998 | 3               | 0               | 0               | 0               | 0               |
| 19                 | Graham Zusi       | Sporting Kansas City     | 33 (4)          | 18 août 1986      | 5               | 1               | 0               | 0               | 0               |
| Attaquants         |                   |                          |                 |                   |                 |                 |                 |                 |                 |
| 7                  | Bobby Wood        | Hambourg SV              | 16 (4)          | 15 novembre 1992  | 5               | 1               | 2               | 0               | 0               |
| 8                  | Clint Dempsey     | Seattle Sounders         | 122 (49)        | 9 mars 1983       | 6               | 3               | 0               | 0               | 0               |
| 9                  | Gyasi Zardes      | LA Galaxy                | 23 (3)          | 2 septembre 1991  | 6               | 1               | 0               | 0               | 0               |
| 18                 | Chris Wondolowski | San Jose Earthquakes     | 31 (10)         | 28 janvier 1983   | 2               | 0               | 1               | 0               | 0               |

 = capitaine --  Gardien de butDéfenseurMilieu de terrainAttaquantSélectionneur

### Colombie
Entraîneur :  José Pékerman
Voici la liste des 23 joueurs colombiens sélectionnés pour la compétition. Óscar Murillo forfait est remplacé par Yerry Mina.
| Numéro / Nom       | Numéro / Nom     | Équipe                 | Sél. (but)      | Date de naissance | J.              |                 |                 |                 |                 |
| Gardiens de but    | Gardiens de but  | Gardiens de but        | Gardiens de but | Gardiens de but   | Gardiens de but | Gardiens de but | Gardiens de but | Gardiens de but | Gardiens de but |
| ------------------ | ---------------- | ---------------------- | --------------- | ----------------- | --------------- | --------------- | --------------- | --------------- | --------------- |
| 1                  | David Ospina     | Arsenal                | 64 (0)          | 31 août 1988      | 5               | 0               | 0               | 0               | 0               |
| 12                 | Róbinson Zapata  | Santa Fe               | 3 (0)           | 30 septembre 1978 | 1               | 0               | 0               | 0               | 0               |
| 23                 | Cristian Bonilla | Atlético Nacional      | 0 (0)           | 2 juin 1993       | 0               | 0               | 0               | 0               | 0               |
| Défenseurs         |                  |                        |                 |                   |                 |                 |                 |                 |                 |
| 2                  | Cristián Zapata  | AC Milan               | 40 (0)          | 30 septembre 1986 | 5               | 1               | 1               | 0               | 0               |
| 3                  | Yerry Mina       | Palmeiras              | 2 (0)           | 23 septembre 1994 | 2               | 0               | 0               | 0               | 0               |
| 4                  | Santiago Arias   | PSV Eindhoven          | 21 (0)          | 13 janvier 1992   | 5               | 0               | 0               | 1               | 0               |
| 14                 | Felipe Aguilar   | Atlético Nacional      | 0 (0)           | 20 janvier 1993   | 1               | 0               | 0               | 0               | 0               |
| 15                 | Stefan Medina    | Pachuca                | 4 (0)           | 14 juin 1992      | 2               | 0               | 0               | 0               | 0               |
| 18                 | Frank Fabra      | Boca Juniors           | 5 (0)           | 22 février 1991   | 4               | 1               | 0               | 0               | 0               |
| 19                 | Farid Díaz       | Atlético Nacional      | 2 (0)           | 20 juillet 1983   | 3               | 0               | 1               | 0               | 0               |
| 22                 | Jeison Murillo   | Inter Milan            | 16 (1)          | 27 mai 1992       | 5               | 0               | 2               | 0               | 0               |
| Milieux de terrain |                  |                        |                 |                   |                 |                 |                 |                 |                 |
| 5                  | Guillermo Celis  | Atlético Junior        | 1 (0)           | 8 mai 1993        | 4               | 0               | 0               | 0               | 0               |
| 6                  | Carlos Sánchez   | Aston Villa            | 62 (0)          | 6 février 1986    | 4               | 0               | 0               | 1               | 0               |
| 8                  | Edwin Cardona    | CF Monterrey           | 14 (3)          | 8 décembre 1992   | 6               | 0               | 0               | 0               | 0               |
| 10                 | James Rodríguez  | Real Madrid            | 42 (14)         | 12 juillet 1991   | 6               | 2               | 1               | 0               | 0               |
| 11                 | Juan Guillermo   | Juventus Turin         | 49 (5)          | 26 mai 1988       | 6               | 0               | 1               | 0               | 0               |
| 13                 | Sebastián Pérez  | Atlético Nacional      | 2 (1)           | 29 mars 1993      | 5               | 0               | 0               | 0               | 0               |
| 16                 | Daniel Torres    | Independiente Medellín | 4 (0)           | 15 novembre 1989  | 5               | 0               | 0               | 0               | 0               |
| 20                 | Andrés Roa       | Deportivo Cali         | 1 (0)           | 25 mai 1993       | 0               | 0               | 0               | 0               | 0               |
| Attaquants         |                  |                        |                 |                   |                 |                 |                 |                 |                 |
| 7                  | Carlos Bacca     | AC Milan               | 27 (11)         | 8 septembre 1986  | 5               | 2               | 1               | 0               | 0               |
| 9                  | Roger Martínez   | Racing Club            | 0 (0)           | 23 juin 1994      | 3               | 0               | 1               | 0               | 0               |
| 17                 | Dayro Moreno     | Club Tijuana           | 27 (2)          | 15 septembre 1985 | 3               | 0               | 0               | 0               | 0               |
| 21                 | Marlos Moreno    | Atlético Nacional      | 2 (0)           | 20 septembre 1996 | 4               | 1               | 0               | 0               | 0               |

 = capitaine --  Gardien de butDéfenseurMilieu de terrainAttaquantSélectionneur

### Costa Rica
Entraîneur :  Oscar Ramírez
Le 17 mai le sélectionneur annonce sa liste finale de 23 joueurs. Le 20 mai, le gardien Esteban Alvarado déclare forfait il est remplacé par Leonel Moreira. Le 20 mai, c'est la gardien numéro Keylor Navas qui déclare forfait à la suite d'une tendinite et est remplacé par Danny Carvajal. Le même jour Ariel Rodríguez lui aussi forfait et remplacé par Johnny Woodly.
| Numéro / Nom       | Numéro / Nom      | Équipe                | Sél. (but)      | Date de naissance | J.              |                 |                 |                 |                 |
| Gardiens de but    | Gardiens de but   | Gardiens de but       | Gardiens de but | Gardiens de but   | Gardiens de but | Gardiens de but | Gardiens de but | Gardiens de but | Gardiens de but |
| ------------------ | ----------------- | --------------------- | --------------- | ----------------- | --------------- | --------------- | --------------- | --------------- | --------------- |
| 1                  | Danny Carvajal    | Deportivo Saprissa    | 0 (0)           | 8 janvier 1989    | 0               | 0               | 0               | 0               | 0               |
| 18                 | Patrick Pemberton | LD Alajuelense        | 27 (0)          | 24 mai 1982       | 3               | 0               | 1               | 0               | 0               |
| 23                 | Leonel Moreira    | CS Herediano          | 5 (0)           | 4 avril 1990      | 0               | 0               | 0               | 0               | 0               |
| Défenseurs         |                   |                       |                 |                   |                 |                 |                 |                 |                 |
| 2                  | Johnny Acosta     | LD Alajuelense        | 40 (2)          | 21 juillet 1983   | 3               | 0               | 0               | 0               | 0               |
| 3                  | Francisco Calvo   | Deportivo Saprissa    | 11 (0)          | 8 juillet 1992    | 2               | 0               | 0               | 0               | 0               |
| 4                  | Michael Umaña     | Persépolis Téhéran    | 92 (1)          | 16 juillet 1982   | 0               | 0               | 0               | 0               | 0               |
| 6                  | Óscar Duarte      | RCD Espanyol          | 28 (2)          | 3 juin 1989       | 2               | 0               | 0               | 0               | 0               |
| 8                  | Bryan Oviedo      | Everton               | 28 (1)          | 18 février 1990   | 1               | 0               | 0               | 0               | 0               |
| 15                 | José Salvatierra  | LD Alajuelense        | 26 (0)          | 10 octobre 1989   | 2               | 0               | 0               | 0               | 0               |
| 16                 | Cristian Gamboa   | West Bromwich Albion  | 47 (2)          | 24 octobre 1989   | 2               | 0               | 0               | 0               | 0               |
| 19                 | Kendall Waston    | Vancouver Whitecaps   | 7 (1)           | 1er janvier 1988  | 2               | 0               | 1               | 0               | 1               |
| 22                 | Rónald Matarrita  | New York City FC      | 8 (0)           | 9 juillet 1994    | 3               | 0               | 1               | 0               | 0               |
| Milieux de terrain |                   |                       |                 |                   |                 |                 |                 |                 |                 |
| 5                  | Celso Borges      | Deportivo La Corogne  | 88 (20)         | 27 mai 1988       | 3               | 1               | 0               | 0               | 0               |
| 7                  | Christian Bolaños | Vancouver Whitecaps   | 57 (2)          | 30 mai 1984       | 3               | 0               | 0               | 0               | 0               |
| 11                 | Johan Venegas     | Montreal Impact       | 21 (5)          | 27 novembre 1988  | 2               | 1               | 0               | 0               | 0               |
| 13                 | Esteban Granados  | CS Herediano          | 14 (0)          | 25 octobre 1985   | 0               | 0               | 0               | 0               | 0               |
| 14                 | Randall Azofeifa  | CS Herediano          | 38 (1)          | 30 décembre 1984  | 3               | 0               | 1               | 0               | 0               |
| 17                 | Yeltsin Tejeda    | Évian Thonon Gaillard | 34 (0)          | 17 mars 1992      | 2               | 0               | 1               | 0               | 0               |
| Attaquants         |                   |                       |                 |                   |                 |                 |                 |                 |                 |
| 9                  | Álvaro Saborío    | DC United             | 107 (35)        | 22 mars 1982      | 1               | 0               | 0               | 0               | 0               |
| 10                 | Bryan Ruiz        | Sporting Portugal     | 87 (21)         | 18 août 1985      | 3               | 0               | 0               | 0               | 0               |
| 12                 | Joel Campbell     | Arsenal               | 58 (11)         | 26 juin 1992      | 3               | 0               | 1               | 0               | 0               |
| 20                 | Johnny Woodly     | LD Alajuelense        | 0 (0)           | 27 juillet 1980   | 0               | 0               | 0               | 0               | 0               |
| 21                 | Marco Ureña       | FC Midtjylland        | 40 (10)         | 5 mars 1990       | 2               | 0               | 0               | 0               | 0               |

 = capitaine --  Gardien de butDéfenseurMilieu de terrainAttaquantSélectionneur

### Paraguay
Entraîneur :  Ramón Díaz
Voici la liste des 23 représentants paraguayens pour la compétition. Roque Santa Cruz, initialement appelé, déclare forfait et est remplacé par Antonio Sanabria. Pablo Aguilar et Néstor Ortigoza déclarent eux aussi forfait et son remplacés par Víctor Ayala et Iván Piris.
| Numéro / Nom       | Numéro / Nom          | Équipe              | Sél. (but)      | Date de naissance | J.              |                 |                 |                 |                 |
| Gardiens de but    | Gardiens de but       | Gardiens de but     | Gardiens de but | Gardiens de but   | Gardiens de but | Gardiens de but | Gardiens de but | Gardiens de but | Gardiens de but |
| ------------------ | --------------------- | ------------------- | --------------- | ----------------- | --------------- | --------------- | --------------- | --------------- | --------------- |
| 1                  | Justo Villar          | Colo Colo           | 114 (0)         | 30 juin 1977      | 3               | 0               | 0               | 0               | 0               |
| 12                 | Antony Silva          | Cerro Porteño       | 14 (0)          | 27 février 1984   | 0               | 0               | 0               | 0               | 0               |
| 22                 | Diego Barreto         | Club Olimpia        | 13 (0)          | 16 juillet 1981   | 0               | 0               | 0               | 0               | 0               |
| Défenseurs         |                       |                     |                 |                   |                 |                 |                 |                 |                 |
| 2                  | Fabián Balbuena       | Corinthians         | 3 (0)           | 23 août 1991      | 1               | 0               | 0               | 0               | 0               |
| 3                  | Gustavo Gómez         | CA Lanús            | 13 (2)          | 6 mai 1993        | 3               | 0               | 0               | 0               | 0               |
| 4                  | Iván Piris            | Udinese             | 24 (0)          | 10 mars 1989      | 0               | 0               | 0               | 0               | 0               |
| 5                  | Bruno Valdez          | Cerro Porteño       | 10 (0)          | 6 octobre 1992    | 2               | 0               | 0               | 0               | 0               |
| 6                  | Miguel Samudio        | Club América        | 33 (1)          | 24 août 1986      | 3               | 0               | 0               | 0               | 0               |
| 14                 | Paulo da Silva        | Deportivo Toluca    | 133 (2)         | 1er février 1980  | 3               | 0               | 0               | 0               | 0               |
| 20                 | Víctor Ayala          | CA Lanús            | 17 (0)          | 1er janvier 1988  | 2               | 1               | 1               | 0               | 0               |
| Milieux de terrain |                       |                     |                 |                   |                 |                 |                 |                 |                 |
| 8                  | Juan Rodrigo Rojas    | Cerro Porteño       | 6 (0)           | 9 avril 1988      | 1               | 0               | 1               | 0               | 0               |
| 13                 | Blás Riveros          | Club Olimpia        | 0 (0)           | 16 avril 1998     | 0               | 0               | 0               | 0               | 0               |
| 16                 | Celso Ortiz           | AZ Alkmaar          | 8 (0)           | 26 janvier 1989   | 3               | 0               | 1               | 0               | 0               |
| 21                 | Óscar Romero          | Racing Club         | 17 (1)          | 4 juillet 1992    | 2               | 0               | 0               | 1               | 0               |
| 23                 | Robert Piris Da Motta | Club Olimpia        | 0 (0)           | 26 juillet 1994   | 2               | 0               | 0               | 0               | 0               |
| Attaquants         |                       |                     |                 |                   |                 |                 |                 |                 |                 |
| 7                  | Jorge Benítez         | Cruz Azul           | 5 (1)           | 2 septembre 1992  | 3               | 0               | 1               | 0               | 0               |
| 9                  | Antonio Sanabria      | Sporting Gijón      | 5 (0)           | 4 mars 1996       | 2               | 0               | 0               | 0               | 0               |
| 10                 | Derlis González       | Dynamo Kiev         | 20 (3)          | 23 mars 1994      | 2               | 0               | 1               | 0               | 0               |
| 11                 | Édgar Benítez         | Querétaro           | 52 (8)          | 8 novembre 1987   | 2               | 0               | 0               | 0               | 0               |
| 15                 | Juan Iturbe           | Bournemouth         | 1 (0)           | 4 juin 1993       | 2               | 0               | 0               | 0               | 0               |
| 17                 | Miguel Almirón        | CA Lanús            | 1 (0)           | 13 novembre 1993  | 2               | 0               | 0               | 0               | 0               |
| 18                 | Nelson Valdez         | Seattle Sounders FC | 74 (13)         | 28 novembre 1983  | 1               | 0               | 1               | 0               | 0               |
| 19                 | Dario Lezcano         | FC Ingolstadt 04    | 5 (4)           | 30 juin 1990      | 3               | 0               | 1               | 0               | 0               |

 = capitaine --  Gardien de butDéfenseurMilieu de terrainAttaquantSélectionneur

## Groupe B

### Brésil
Entraîneur :  Dunga
Voici la liste des 23 joueurs brésiliens sélectionnés pour disputer la compétition. Ricardo Oliveira et Douglas Costa déclarent forfait et sont remplacés par Jonas et Kaká respectivement le 20 et 26 mai,. Rafinha et Ederson sont aussi remplacés le 31 mai par Lucas Moura et Marcelo Grohe. À son tour, alors qu'il avait été appelé en renfort quelques jours plus tôt, Kaká déclare forfait le 1er juin et est remplacé par Ganso. Luiz Gustavo lui aussi déclare forfait le 2 juin pour des raisons personnelles et est remplacé par Walace.
| Numéro / Nom       | Numéro / Nom      | Équipe                   | Sél. (but)      | Date de naissance | J.              |                 |                 |                 |                 |
| Gardiens de but    | Gardiens de but   | Gardiens de but          | Gardiens de but | Gardiens de but   | Gardiens de but | Gardiens de but | Gardiens de but | Gardiens de but | Gardiens de but |
| ------------------ | ----------------- | ------------------------ | --------------- | ----------------- | --------------- | --------------- | --------------- | --------------- | --------------- |
| 1                  | Alisson           | SC Internacional         | 5 (0)           | 2 octobre 1992    | 3               | 0               | 0               | 0               | 0               |
| 12                 | Diego Alves       | Valence CF               | 8 (0)           | 24 juin 1985      | 0               | 0               | 0               | 0               | 0               |
| 23                 | Marcelo Grohe     | Grêmio                   | 2 (0)           | 13 janvier 1987   | 0               | 0               | 0               | 0               | 0               |
| Défenseurs         |                   |                          |                 |                   |                 |                 |                 |                 |                 |
| 2                  | Dani Alves        | FC Barcelone             | 89 (7)          | 6 mai 1983        | 3               | 0               | 0               | 0               | 0               |
| 3                  | Miranda           | Inter Milan              | 29 (0)          | 7 septembre 1984  | 1               | 0               | 0               | 0               | 0               |
| 4                  | Gil               | Shandong Luneng          | 6 (0)           | 12 juin 1987      | 3               | 0               | 1               | 0               | 0               |
| 6                  | Filipe Luís       | Atlético Madrid          | 23 (1)          | 9 août 1985       | 3               | 0               | 0               | 0               | 0               |
| 13                 | Marquinhos        | Paris Saint-Germain      | 9 (0)           | 14 mai 1994       | 2               | 0               | 0               | 0               | 0               |
| 14                 | Rodrigo Caio      | São Paulo FC             | 1 (0)           | 17 août 1993      | 0               | 0               | 0               | 0               | 0               |
| 15                 | Fabinho           | AS Monaco                | 3 (0)           | 23 octobre 1993   | 0               | 0               | 0               | 0               | 0               |
| 16                 | Douglas Santos    | Atlético Mineiro         | 1 (0)           | 22 mars 1994      | 0               | 0               | 0               | 0               | 0               |
| Milieux de terrain |                   |                          |                 |                   |                 |                 |                 |                 |                 |
| 5                  | Casemiro          | Real Madrid              | 9 (0)           | 23 février 1992   | 2               | 0               | 2               | 0               | 0               |
| 7                  | Ganso             | São Paulo FC             | 8 (0)           | 12 octobre 1989   | 0               | 0               | 0               | 0               | 0               |
| 8                  | Elias             | SC Corinthians           | 31 (0)          | 16 mai 1985       | 3               | 0               | 1               | 0               | 0               |
| 10                 | Lucas Lima        | Santos FC                | 9 (1)           | 9 juillet 1990    | 3               | 1               | 1               | 0               | 0               |
| 17                 | Walace            | Grêmio                   | 0 (0)           | 4 avril 1995      | 1               | 0               | 0               | 0               | 0               |
| 18                 | Renato Augusto    | Beijing Guoan            | 7 (2)           | 8 février 1988    | 3               | 2               | 1               | 0               | 0               |
| 19                 | Willian           | Chelsea                  | 34 (6)          | 9 août 1988       | 3               | 0               | 0               | 0               | 0               |
| 20                 | Lucas Moura       | Paris Saint-Germain      | 33 (4)          | 13 août 1992      | 1               | 0               | 0               | 0               | 0               |
| 22                 | Philippe Coutinho | Liverpool                | 13 (1)          | 12 juin 1992      | 3               | 3               | 0               | 0               | 0               |
| Attaquants         |                   |                          |                 |                   |                 |                 |                 |                 |                 |
| 9                  | Jonas             | SL Benfica               | 9 (2)           | 1er avril 1984    | 2               | 0               | 0               | 0               | 0               |
| 11                 | Gabriel Barbosa   | Santos FC                | 1 (1)           | 30 août 1996      | 3               | 1               | 0               | 0               | 0               |
| 21                 | Hulk              | Zénith Saint-Pétersbourg | 46 (12)         | 25 juillet 1986   | 1               | 0               | 0               | 0               | 0               |

 = capitaine --  Gardien de butDéfenseurMilieu de terrainAttaquantSélectionneur

### Équateur
Entraîneur :  Gustavo Quinteros
Voici la liste des 23 joueurs équatoriens sélectionnés pour disputer la compétition.
| Numéro / Nom       | Numéro / Nom        | Équipe               | Sél. (but)      | Date de naissance  | J.              |                 |                 |                 |                 |
| Gardiens de but    | Gardiens de but     | Gardiens de but      | Gardiens de but | Gardiens de but    | Gardiens de but | Gardiens de but | Gardiens de but | Gardiens de but | Gardiens de but |
| ------------------ | ------------------- | -------------------- | --------------- | ------------------ | --------------- | --------------- | --------------- | --------------- | --------------- |
| 1                  | Máximo Banguera     | Barcelona SC         | 27 (0)          | 16 décembre 1985   | 0               | 0               | 0               | 0               | 0               |
| 12                 | Esteban Dreer       | CS Emelec            | 1 (0)           | 11 novembre 1981   | 1               | 0               | 0               | 0               | 0               |
| 22                 | Alexander Domínguez | LDU Quito            | 36 (0)          | 5 juin 1987        | 3               | 0               | 0               | 0               | 0               |
| Défenseurs         |                     |                      |                 |                    |                 |                 |                 |                 |                 |
| 2                  | Arturo Mina         | Independiente        | 7 (0)           | 8 octobre 1990     | 4               | 0               | 0               | 0               | 0               |
| 3                  | Frickson Erazo      | Atlético Mineiro     | 57 (2)          | 5 mai 1988         | 2               | 0               | 0               | 0               | 0               |
| 4                  | Juan Carlos Paredes | Watford              | 58 (0)          | 8 juillet 1987     | 4               | 0               | 2               | 0               | 0               |
| 5                  | Cristian Ramírez    | Ferencváros TC       | 4 (0)           | 12 août 1994       | 1               | 0               | 2               | 0               | 0               |
| 10                 | Walter Ayoví        | CF Monterrey         | 111 (8)         | 11 août 1979       | 4               | 0               | 0               | 0               | 0               |
| 20                 | Robert Arboleda     | Universidad Católica | 0 (0)           | 22 octobre 1991    | 0               | 0               | 0               | 0               | 0               |
| 21                 | Gabriel Achilier    | CS Emelec            | 36 (0)          | 23 mars 1985       | 2               | 0               | 0               | 1               | 0               |
| Milieux de terrain |                     |                      |                 |                    |                 |                 |                 |                 |                 |
| 6                  | Christian Noboa     | FK Rostov            | 63 (3)          | 9 avril 1985       | 4               | 1               | 0               | 0               | 0               |
| 7                  | Jefferson Montero   | Swansea City         | 55 (10)         | 1er septembre 1989 | 4               | 0               | 0               | 0               | 0               |
| 8                  | Fernando Gaibor     | CS Emelec            | 4 (0)           | 8 novembre 1991    | 3               | 0               | 0               | 0               | 0               |
| 9                  | Fidel Martínez      | UNAM                 | 23 (7)          | 15 février 1990    | 3               | 0               | 0               | 0               | 0               |
| 11                 | Michael Arroyo      | Club América         | 26 (4)          | 23 avril 1987      | 1               | 1               | 0               | 0               | 0               |
| 14                 | Ángel Mena          | CS Emelec            | 6 (1)           | 21 janvier 1988    | 0               | 0               | 0               | 0               | 0               |
| 15                 | Pedro Larrea        | El Nacional          | 0 (0)           | 21 mai 1986        | 0               | 0               | 0               | 0               | 0               |
| 16                 | Antonio Valencia    | Manchester United    | 80 (8)          | 4 août 1985        | 4               | 1               | 0               | 1               | 0               |
| 18                 | Carlos Gruezo       | FC Dallas            | 10 (0)          | 19 avril 1995      | 4               | 0               | 1               | 0               | 0               |
| 19                 | Juan Cazares        | Atlético Mineiro     | 12 (1)          | 3 avril 1992       | 2               | 0               | 0               | 0               | 0               |
| Attaquants         |                     |                      |                 |                    |                 |                 |                 |                 |                 |
| 13                 | Enner Valencia      | West Ham United      | 24 (14)         | 4 novembre 1989    | 4               | 2               | 1               | 0               | 0               |
| 17                 | Jaime Ayoví         | Godoy Cruz           | 34 (9)          | 21 février 1988    | 4               | 1               | 1               | 0               | 0               |
| 23                 | Miller Bolaños      | Grêmio               | 12 (6)          | 1er juin 1990      | 2               | 1               | 0               | 0               | 0               |

 = capitaine --  Gardien de butDéfenseurMilieu de terrainAttaquantSélectionneur

### Haïti
Entraîneur :  Patrice Neveu
Voici la liste des 23 joueurs équatoriens sélectionnés pour disputer la compétition
| Numéro / Nom       | Numéro / Nom          | Équipe                      | Sél. (but)      | Date de naissance | J.              |                 |                 |                 |                 |
| Gardiens de but    | Gardiens de but       | Gardiens de but             | Gardiens de but | Gardiens de but   | Gardiens de but | Gardiens de but | Gardiens de but | Gardiens de but | Gardiens de but |
| ------------------ | --------------------- | --------------------------- | --------------- | ----------------- | --------------- | --------------- | --------------- | --------------- | --------------- |
| 1                  | Johny Placide         | Stade de Reims              | 28 (0)          | 21 janvier 1989   | 3               | 0               | 0               | 0               | 0               |
| 12                 | Steward Ceus          | Minnesota United            | 8 (0)           | 26 mars 1987      | 0               | 0               | 0               | 0               | 0               |
| 23                 | Luis Valendi Odelus   | Aigle Noir                  | 0 (0)           | 1er décembre 1994 | 0               | 0               | 0               | 0               | 0               |
| Défenseurs         |                       |                             |                 |                   |                 |                 |                 |                 |                 |
| 2                  | Jean Sony Alcénat     | FC Voluntari                | 64 (7)          | 23 janvier 1986   | 1               | 0               | 0               | 0               | 0               |
| 3                  | Mechack Jérôme        | Armada de Jacksonville      | 52 (2)          | 21 avril 1990     | 3               | 0               | 0               | 0               | 0               |
| 4                  | Kim Jaggy             | FC Aarau                    | 19 (1)          | 14 novembre 1982  | 3               | 0               | 0               | 0               | 0               |
| 5                  | Romain Genevois       | OGC Nice                    | 4 (0)           | 28 octobre 1987   | 3               | 0               | 1               | 0               | 0               |
| 6                  | Stéphane Lambese      | Paris Saint-Germain         | 4 (0)           | 10 mai 1995       | 1               | 0               | 0               | 0               | 0               |
| 8                  | Réginal Goreux        | Standard de Liège           | 21 (2)          | 31 décembre 1987  | 3               | 0               | 1               | 0               | 0               |
| 18                 | Judelin Aveska        | Atlético Uruguay            | 46 (1)          | 21 octobre 1987   | 0               | 0               | 0               | 0               | 0               |
| 22                 | Alex Junior Christian | SC Vila Real                | 5 (0)           | 5 décembre 1993   | 0               | 0               | 0               | 0               | 0               |
| Milieux de terrain |                       |                             |                 |                   |                 |                 |                 |                 |                 |
| 11                 | Pascal Millien        | Armada de Jacksonville      | 31 (2)          | 3 mai 1986        | 0               | 0               | 0               | 0               | 0               |
| 13                 | Kevin Lafrance        | Chrobry Głogów              | 21 (2)          | 13 janvier 1990   | 3               | 0               | 1               | 0               | 0               |
| 14                 | James Marcelin        | RailHawks de la Caroline    | 29 (3)          | 13 juin 1986      | 3               | 1               | 1               | 0               | 0               |
| 15                 | Sony Nordé            | Mohun Bagan AC              | 25 (3)          | 27 juillet 1989   | 1               | 0               | 0               | 0               | 0               |
| 16                 | Jean-Marc Alexandre   | Strikers de Fort Lauderdale | 38 (2)          | 24 août 1986      | 3               | 0               | 1               | 0               | 0               |
| 17                 | Sony Mustivar         | Sporting de Kansas City     | 11 (0)          | 12 février 1990   | 0               | 0               | 0               | 0               | 0               |
| 19                 | Max Hilaire           | SO Cholet                   | 7 (0)           | 6 décembre 1985   | 3               | 0               | 0               | 0               | 0               |
| Attaquants         |                       |                             |                 |                   |                 |                 |                 |                 |                 |
| 7                  | Wilde-Donald Guerrier | Wisła Cracovie              | 36 (7)          | 31 mars 1989      | 1               | 0               | 0               | 0               | 0               |
| 9                  | Kervens Belfort       | 1461 Trabzon                | 27 (11)         | 16 mai 1992       | 3               | 0               | 0               | 0               | 0               |
| 10                 | Jeff Louis            | SM Caen                     | 26 (2)          | 8 août 1992       | 3               | 0               | 0               | 0               | 0               |
| 20                 | Duckens Nazon         | Stade lavallois             | 13 (4)          | 17 avril 1994     | 3               | 0               | 0               | 0               | 0               |
| 21                 | Jean-Eudes Maurice    | Sài Gòn FC                  | 30 (10)         | 21 juin 1986      | 2               | 0               | 0               | 0               | 0               |

 = capitaine --  Gardien de butDéfenseurMilieu de terrainAttaquantSélectionneur